# Искусство и красота в средневековой эстетике
«Искусство и красота в средневековой эстетике» (ит. Arte e bellezza nell’estetica medievale, 1987) — книга Умберто Эко, переизданное и дополненное издание его предшествующей работы «Эволюция средневековой эстетики» (ит. Sviluppo dell’estetica medievale, 1959). Сам Эко во введении определяет книгу как «краткий очерк истории эстетических теорий латинского Средневековья в период с VI по XV век».

## История и описание
Как указывает американский писатель и историк Сесиль Клаф, книга Умберто Эко «Искусство и красота в средневековой эстетике» представляет из себя перевод на английский язык результатов исследования, которые были изначально получены в 1959 году и опубликованы на итальянском языке в четырёхтомном издании о природе эстетики. Заявленная цель этой работы состояла в иллюстрации концепции красоты начиная со времён VI века по конец XV столетия в том виде, в каком она понималась средневековыми схоластами. Кроме этого, показано практическое воплощение этой идеи в предметах искусства и литературы. Материалы, представленные в книге, структурированы по тематическим признакам и охватывают широкий круг вопросов, связанных с трансцендентной красотой, пропорциональностью, освещением, символизмом и аллегориями.

## Критика
Критически рассматривая содержание данной книги, канадский философ Мари Мозерсилл заключила, что такой материал можно рекомендовать для прочтения только неофитам от науки. По мнению М. Мозерсилл заглавие книги не отражает её содержания, которое в свою очередь вызывает только разочарование, так как не отличается ни элегантностью, ни лаконичностью.

## Издания и переводы
- Умберто Эко. Искусство и красота в средневековой эстетике. — СПб.: Алетейя, 2003. — 256 с.